# Högås församling
Högås församling var en församling i Göteborgs stift och i Uddevalla kommun. Församlingen uppgick 2010 i Bokenäsets församling.

## Administrativ historik
Församlingen har medeltida ursprung. 
Församlingen var till 1995 i pastorat med Herrestads församling och Skredsviks församling, tidigt och från 1 september 1980 med Herrestads församling som moderförsamling, däremellan med Herrestads församling som moderförsamling. Från 1995 till 2010 var församlingen annexförsamling i pastoratet Skredsvik, Högås, Bokenäs och Dragsmark. Församlingen uppgick 2010 i Bokenäsets församling.

## Kyrkobyggnader
- Högås kyrka